# Monster World IV
Monster World IV (モンスターワールドIV, Monsutā Wārudo Fō) is een action-adventure platformspel ontwikkeld door Westone en exclusief uitgebracht in Japan voor de Sega Mega Drive op 1 april 1994. Het is het zesde en laatste spel in de Wonder Boy/Monster World-reeks.
Een Engelstalige versie is later uitgebracht op 10 mei 2012 in Noord-Amerika en Europa voor de Wii Virtual Console, gevolgd door een uitgave op Xbox Live Arcade en PlayStation Network op 23 mei 2012.

## Spel
Monster World IV is een mix van actie-avontuur, platform en RPG-genres, waarin de speler door een 2D-landschap reist, het opneemt tegen diverse monsters, en interactie heeft met dorpsbewoners.

## Plot
Het verhaal draait om een jonge vrouw genaamd Asha, die na het horen van fluisterende geesten in de wind op avontuur gaat. Deze geesten vragen om hulp en Asha besluit ze te helpen. Tijdens haar reis wordt ze eigenaar van een geest en adopteert een klein monster genaamd Pepelogoo, die haar kan helpen om op onbereikbare plaatsen te komen.

## Personages
- Asha: een jonge groenharige vrouw gekleed in Arabische nomaden-kledij.
- Pepelogoo: een klein blauw rondvormig monster met flapperende oren.
- Purapril XIII: afstammeling van Purapril uit het vorige Monster World-spel en heerser van het koninkrijk.
- De Wijsgeer van Opslag: een oudere man die reist tussen Monster World en onverwacht opduikt om de herinneringen van mensen op te slaan. In het spel kan de speler bij hem de spelvoortgang opslaan.
- Geest van de Lamp: een sarcastische geest die woont in een oude olielamp. Hij wordt Asha's metgezel en dienaar op haar reis. Hij kan Asha transporteren van en naar Monster World.
- Elementaire geesten: de vier metgezellen uit het vorige spel: Priscilla, Hotta, Shabo en de kleinzoon van de oudste-draak.